# Баворов
Баворов (чеськ. Bavorov) — місто у Чехії, розташоване в північно-західній частині Південночеського краю;  округ Страконіце - на березі річки Бланіце.

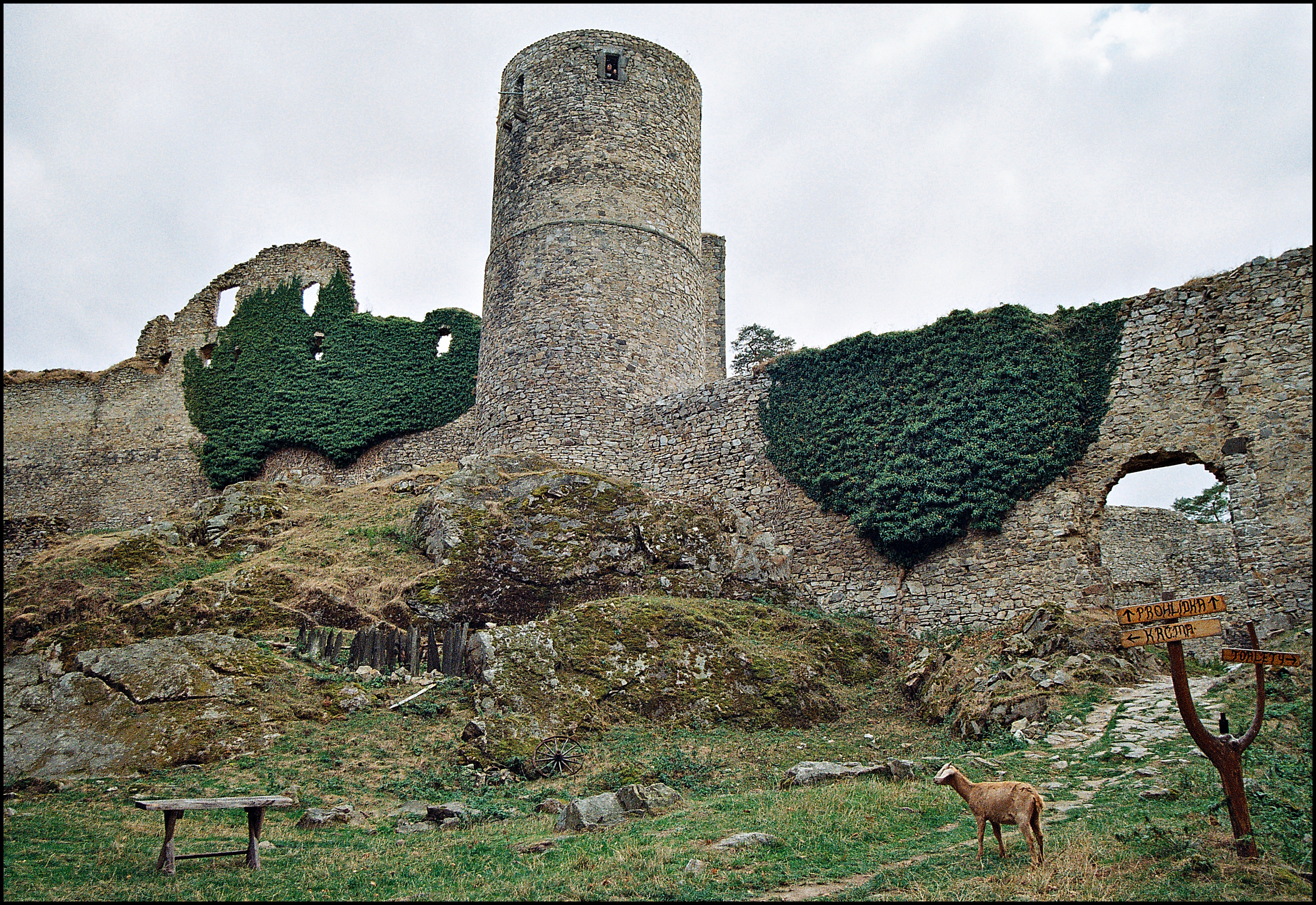
Руїни замку Гельфенбурк

## Історія
Поселення Баворов, ймовірно, виникло задовго до заснування  Баворівського замку у 1290 звіковським бургграфом Бавором III зі Страконіц, який жив тут до своєї смерті в 1318. 
Перша згадка про поселення відноситься до 1228. Рід Баворів володів панством до 1351, після чого його придбали пани з Рожмберка, сини Петра I з Рожмберка . У 1355 Рожмберки з дозволу короля Карела I спорудили на заході від Баворівського замку на пагорбі Малошин новий замок Гельфенбурк, куди і перемістився адміністративний центр панства, після чого старий замок швидко занепав. Баворівське панство стало частиною панства Гельфенбурзького.
При Рожмберках Баворов отримав привілеї, схожі до привілеїв королівських міст. У 1359 Рожмберки побудували в Баворові лікарню на сім місць і школу для семи учнів. У 1381 Баворову надали право мати свою сургучну печатку, а жителям міста були гарантовані широкі цивільні права і свободи, як і містянам Пісека. В обмін на це Баворов повинен був виплачувати Рожмберкам таку ж данину, як і Пісек. Крім того, Рожмберки подарували Баворову свій герб — червену п'ятипелюсткову троянду на срібному геральдичному щиті — який є гербом міста донині. У 1360—1384 в місті був споруджений новий парафіяльний костел, при якому влаштована бібліотека.
Після смерті Ольдржіха I з Рожмберка в 1390 його син і єдиний спадкоємець Їндржіх III втратив інтерес до Гельфенбурзького панства і Баворова, обравши своєю резиденцією інше місце. Міські привілеї він підтвердив, але нових не надав. Під час гуситських воєн грамоти з міськими привілеями для збереження від ворогів і вогню були замуровані в стіну. Проте їх повністю знищила вологість. У 1474 представники міського самоврядування звернулися до владаржа Їндржіха V з Рожмберка із проханням знову письмово оформити і підписати привілеї міста, що і було зроблено. Міському суду при цьому було даровано додаткове право виносити смертні вироки.
У 1475—1503 Гельфенбурзьке панство мало інших власників (Яна зі Швамберка, панів з Ченова), які також підтверджували права міста Баворова, проте згодом панство повернулося у володіння Рожмберків. У 1552  владарж Вілем з Рожмберка домігся від короля права для Баворова проводити два щорічні великі ярмарки (в дні Святих Лаврентія і Мартіна) і щотижневі хлібні ярмарки. Крім того, місто отримало право ставити свою печатку на червоному сургучі. У тому ж році Вілем з Рожмберка заснував в Баворові цех шевців.
У 1593 владарж Петро Вок з Рожмберка продав Гельфенбурзьке панство за 20 000 коп празьких грошів Прахатіцькій громаді, яка в 1607 підтвердила і розширила міські привілеї Баворова. Місто отримало право варити в панській пивоварні ячмінне і пшеничне пиво. Після битви на Білій горі в 1620 всі прахатіцькі володіння, включаючи Гельфенбурзьке панство, були конфісковані й увійшли до складу королівського домену. Всі міські привілеї були скасовані. Наступного року панство подароване князю Еггенбергу. Для Баворова настали важкі часи: війна, пожежі, епідемії, примусові роботи.
Місто повернуло собі свої привілеї лише в 1675. Еггенберги додатково надали Баворову право проводити щорічні ярмарки в день святого Георгія і в день Введення в Храм Пресвятої Діви Марії. У 1717 всі володіння Еггенбергів перейшли у спадок князівському роду Шварценбергів. 7 серпня 1747 королева Марія-Терезія підписала документ, що підтверджував привілеї Баворова. Це ж було зроблено королями Йосипом II (1 782 ) і Францом I (1793).
Після революційних подій 1848—1849 міські привілеї Баворова були скасовані, а саме місто перейшло в підпорядкування місту Водняни, що суттєво зменшило його значення. Окрім цього в місті трапилася велика пожежа, яка знищила 14 будинків, серед яких була школа і княжий двір. У 1850 Баворов включений до складу Пісецького краю, а в 1853 отримав офіційний статус міста. 9 вересня 1867 ще одна пожежа знищила в Баворові 31 будинок і пошкодила костел.
Після Другої світової війни в 1945 році місто було звільнене армією США. У післявоєнний період в Баворове був організований єдиний сільськогосподарський кооператив (чеськ. Jednotné zemědělské družstvo, JZD), пробурені свердловини питної води та організована її доставка. У 1965—1972 побудований міський басейн. У 70—80-х роках в Баворові велося інтенсивне житлове будівництво, були споруджені сушарка картоплі, пожежна частина, будинок культури. У 1983 відбулося об'єднання JZD Баворов з JZD Хельчице, внаслідок чого виник JZD «Мир» Хельчице.
У 1991 Баворов був прийнятий у чеський Союз міст і муніципалітетів, а в 2000 відповідно до рішення Палати депутатів Парламенту Чеської Республіки був офіційно закріплений міський статус Баворова.

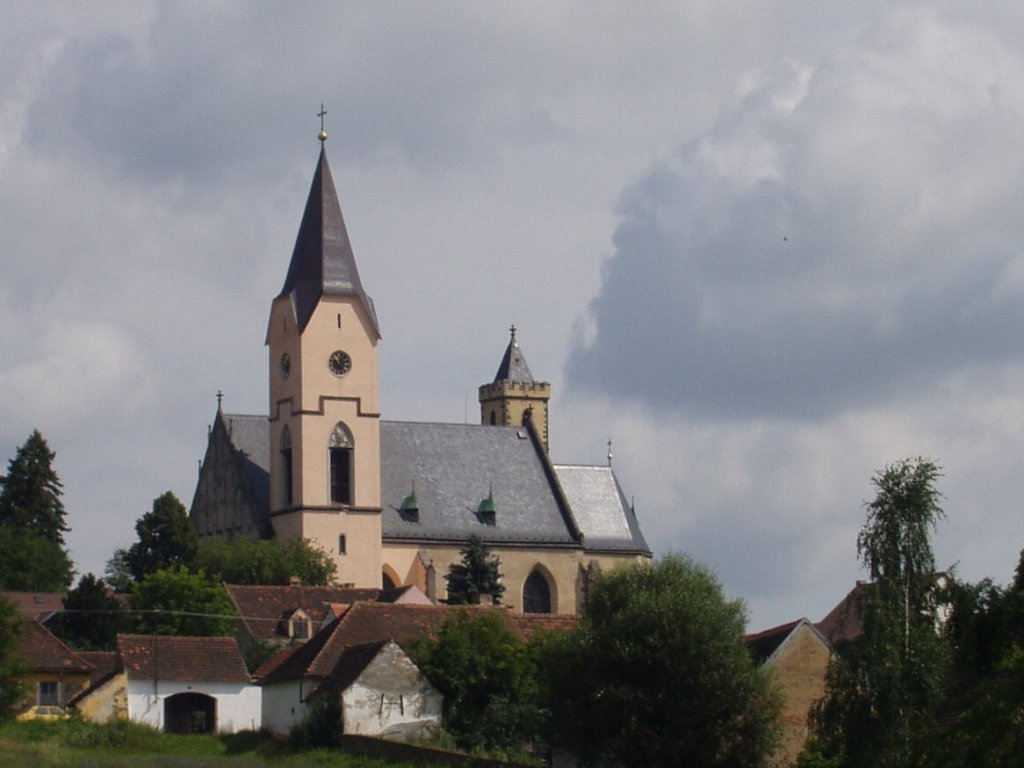
Костел Вознесіння Діви Марії в Баворове

## Пам'ятки
- Парафіяльний костел Вознесіння Діви Марії
- Історичний центр міста
- Пам'ятка природи «Баворовська странь»
- Руїни замку Гельфенбурк

## Частини міста
- Баворов
- Бланіце
- Чихтіце
- Свінетіце
- Тоуров
- Утєшов

## Населення
| Рік  | Чисельність | Чисельність |
| ---- | ----------- | ----------- |
| 1869 | 3120        | [ 3 ]       |
| 1880 | 3365        | [ 3 ]       |
| 1890 | 3079        | [ 3 ]       |
| 1900 | 3113        | [ 3 ]       |
| 1910 | 3057        | [ 3 ]       |
| 1921 | 2966        | [ 3 ]       |
| 1930 | 2586        | [ 3 ]       |

| Рік  | Чисельність | Чисельність |
| ---- | ----------- | ----------- |
| 1950 | 2057        | [ 3 ]       |
| 1961 | 2027        | [ 3 ]       |
| 1970 | 1760        | [ 3 ]       |
| 1980 | 1670        | [ 3 ]       |
| 1991 | 1475        | [ 3 ]       |
| 2001 | 1436        | [ 3 ]       |
| 2011 | 1499        | [ 3 ]       |

| Рік  | Чисельність | Чисельність |
| ---- | ----------- | ----------- |
| 2014 | 1578        | [ 4 ]       |
| 2016 | 1599        | [ 5 ]       |
| 2017 | 1605        | [ 6 ]       |
| 2018 | 1597        | [ 7 ]       |
| 2019 | 1572        | [ 8 ]       |
| 2020 | 1600        | [ 9 ]       |
| 2021 | 1642        | [ 10 ]      |

| Рік  | Чисельність | Чисельність |
| ---- | ----------- | ----------- |
| 2021 | 1614        | [ 11 ]      |
| 2022 | 1621        | [ 12 ]      |
| 2023 | 1685        | [ 13 ]      |
| 2024 | 1640        | [ 14 ]      |
| 2025 | 1683        | [ 15 ]      |

| Рік  | Чисельність | Чисельність |
| ---- | ----------- | ----------- |
| 1869 | 3120        | [ 3 ]       |
| 1880 | 3365        | [ 3 ]       |
| 1890 | 3079        | [ 3 ]       |
| 1900 | 3113        | [ 3 ]       |
| 1910 | 3057        | [ 3 ]       |
| 1921 | 2966        | [ 3 ]       |
| 1930 | 2586        | [ 3 ]       |

| Рік  | Чисельність | Чисельність |
| ---- | ----------- | ----------- |
| 1950 | 2057        | [ 3 ]       |
| 1961 | 2027        | [ 3 ]       |
| 1970 | 1760        | [ 3 ]       |
| 1980 | 1670        | [ 3 ]       |
| 1991 | 1475        | [ 3 ]       |
| 2001 | 1436        | [ 3 ]       |
| 2011 | 1499        | [ 3 ]       |

| Рік  | Чисельність | Чисельність |
| ---- | ----------- | ----------- |
| 2014 | 1578        | [ 4 ]       |
| 2016 | 1599        | [ 5 ]       |
| 2017 | 1605        | [ 6 ]       |
| 2018 | 1597        | [ 7 ]       |
| 2019 | 1572        | [ 8 ]       |
| 2020 | 1600        | [ 9 ]       |
| 2021 | 1642        | [ 10 ]      |

| Рік  | Чисельність | Чисельність |
| ---- | ----------- | ----------- |
| 2021 | 1614        | [ 11 ]      |
| 2022 | 1621        | [ 12 ]      |
| 2023 | 1685        | [ 13 ]      |
| 2024 | 1640        | [ 14 ]      |
| 2025 | 1683        | [ 15 ]      |

|  |